# Rebeuvelier
Rebeuvelier (Duits: Rippertswiler) is een plaats en voormalige gemeente in het Zwitserse kanton Jura en maakt deel uit van het district Delémont.
Rebeuvelier telt 375 inwoners.

## Geschiedenis
Op 1 januari 2019 gingen Rebeuvelier en Vellerat op in de gemeente Courrendlin.

## Externe link

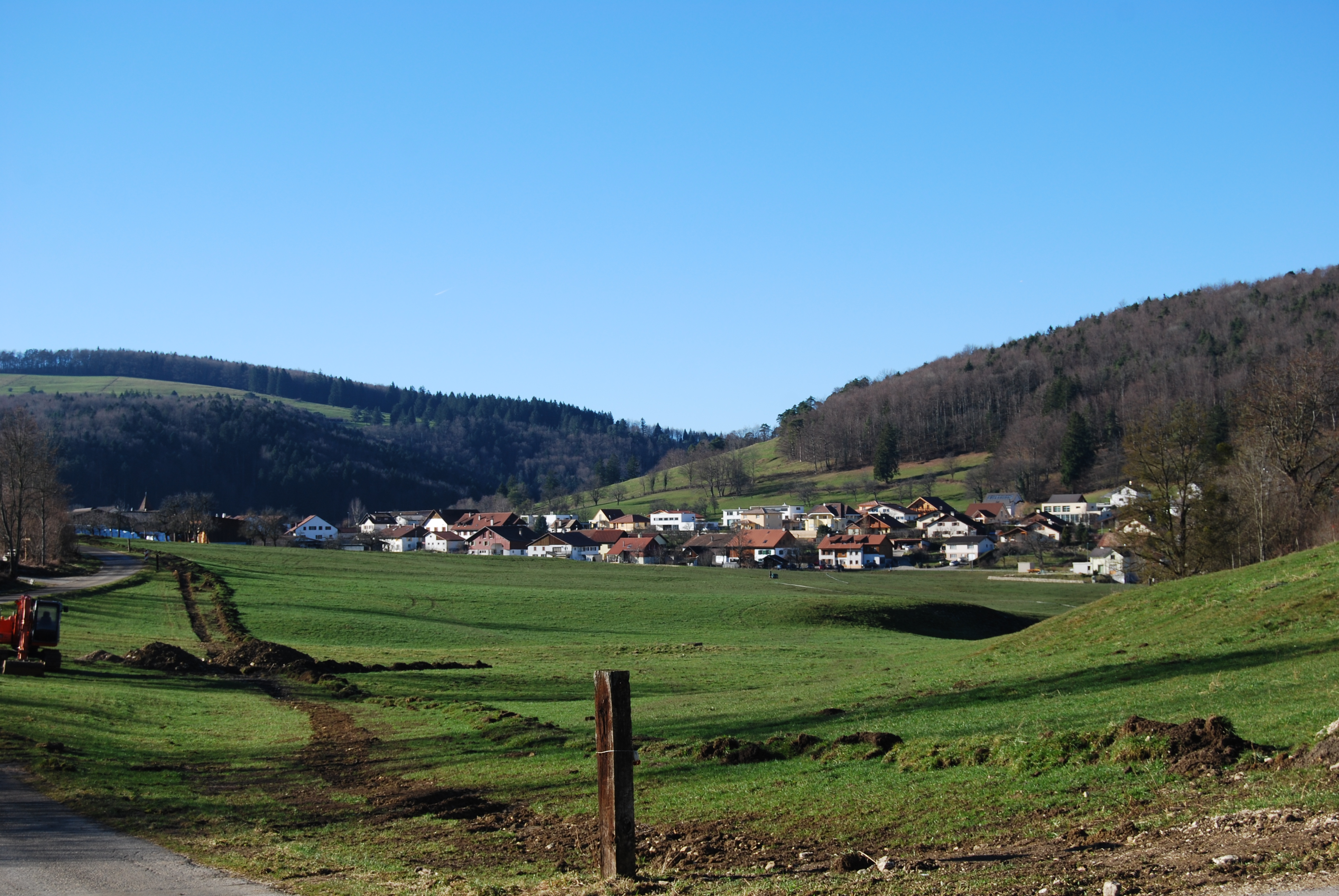
Rebeuvelier